# 矗石樓

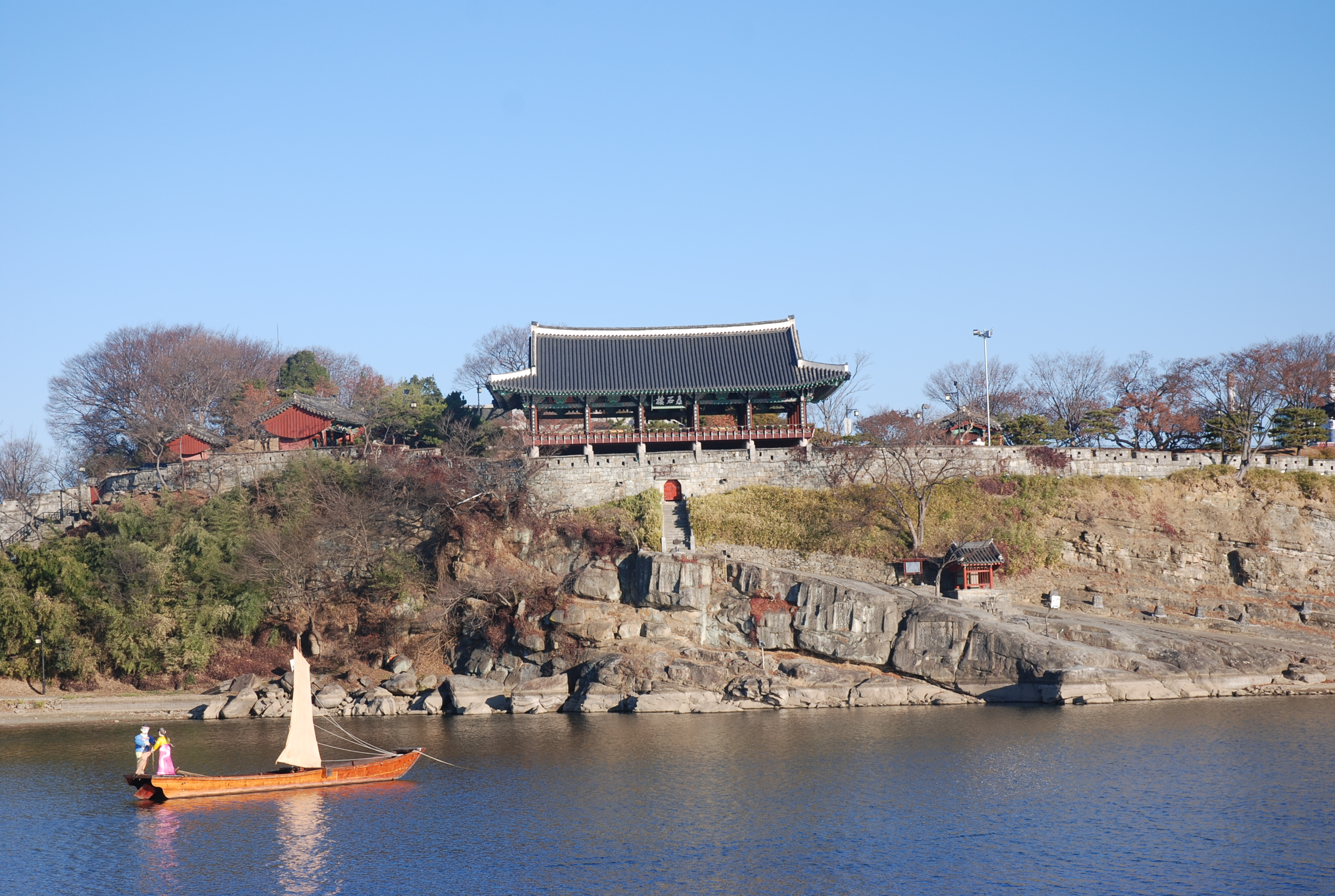
矗石樓

矗石樓（：／ Chokseongnu）位於大韓民國晉州市，建於1241年，被視為晉州市的象徵，有「嶺南第一形勝」之稱。歷史上矗石樓曾2度被燒，現時的矗石樓於1960年復修。